# Michael Parenti
Michael John Parenti, född 30 september 1933, är en amerikansk statsvetare, historiker och mediekritiker.

## Bakgrund
Parenti fick sin doktorsgrad inom statsvetenskap på Yale University, och har verkat som lärare på flera universitet och institutioner. Parenti har skrivit nitton böcker och många olika artiklar. Hans arbete har blivit översatt till minst sjutton olika språk. Parenti har varit föreläsare i USA och andra länder.[källa behövs]
Michael Parenti är far till journalisten Christian Parenti.

## Politiska åsikter
Parenti är kritisk till vad han anser vara USA:s imperialism, sociala klyftor och ojämlikheter i olika länder. Parenti är emot Irak-kriget. Han är även kritisk till det feodala teokratiska regeringen som fanns i Tibet fram till 1951, då Kina ockuperade Tibet, och anser även att många förändringar som kineserna gjorde i Tibet har varit förbättringar jämfört med dess föregångende styre. 
Parenti har försvarat Serbien mot anklagelser om intolerans, aggression och krigsbrott under det Jugoslaviska inbördeskriget, och anser att kritiken mot Serbien är överdriven samt en del av västvärldens propaganda. 
Parenti är en av de som anser att presidentvalet i USA 2004 kan ha gått felaktigt till. Han anser att modern teknologi tillät mäktiga storföretag att manipulera valresultatet.

## The Assassination of Julius Caesar
I en bok om romarrikets historia, The Assassination of Julius Caesar, beskriver Parenti de sociala kamperna i romarriket. Han argumenterar i boken att Julius Caesar mördades för att han hotade överklassens intressen.